# 徐穆如
參數所指定的目標頁面不存在，建議更正成存在頁面或直接建立下列一個頁面（建立前請先搜尋是否有合適的存在頁面可以取代）：
- 徐穆如 (書法家)

徐穆如（？—？）吉林伊通人，清朝末年政治人物。

## 生平
徐穆如是吉林伊通人，为清朝岁贡，法政毕业。后任吉林谘议局议员、资政院议员。